# Berta (volk)
De Berta (ook Berti, Funj of Benishangul) zijn een etnische groep die langs de grens van Soedan en Ethiopië leeft. Ze spreken een taal, het Berta, mogelijk een isolaat dat geen verwantschap heeft met de taal van hun buren (Gumuz, Uduk). De totale bevolking van Berta's in Ethiopië bedraagt 208.759 mensen. Het aantal Soedanese Berta's bedraagt ongeveer 180.000.

## Geschiedenis
Hun oorsprong ligt in Sennar in Oost-Soedan, in het gebied van het voormalige sultanaat Funj (1521-1804). In de 16e of 17e eeuw migreerden ze naar West-Ethiopië, naar het gebied van de huidige regio Benishangul-Gumuz. Benishangul is de gearabiseerde vorm van de oorspronkelijke naam Bela Shangul, wat "Rots van Shangul" betekent. Dit verwijst naar een heilige steen die zich bevindt op een berg in de woreda Menge, een van de plaatsen waar de Berta zich oorspronkelijk vestigden toen ze in Ethiopië aankwamen.
Hun aankomst in Ethiopië werd gekenmerkt door hevige territoriale conflicten tussen de verschillende Shangul-gemeenschappen. Om deze reden, en om zichzelf te beschermen tegen slavenjagers uit Soedan, besloten de Shangul-gemeenschappen hun dorpen te vestigen in heuvels en bergen met natuurlijke bescherming, te midden van rotspartijen. Vanwege de ruige topografie werden huizen en graanschuren op stenen pilaren gebouwd. De Duitse reiziger Ernst Marno beschreef de architectuur en dorpen van de Shangul in zijn Reisen im Gebiete des Blauen und Weissen Nil (Wenen, 1874). De Shangul werden pas in 1896 bij Ethiopië ingelijfd.
In de 19e eeuw werd het gebied van de Benishangul verdeeld in verschillende sjeikdommen (Fadasi, Komosha, Gizen, Asosa), waarvan de machtigste aan het einde van de 19e eeuw werd geregeerd door sjeik Khoyele.
Nadat de conflicten en invallen in de 20e eeuw afnamen, verhuisden de Shangul naar de valleien, waar zich nu hun dorpen bevinden.

## Gebruiken
Na eeuwenlange invloed van de Arabisch-sprekende regio's in Soedan zijn de Berta nu voor het overgrote deel moslim en spreken velen vloeiend Soedanees-Arabisch. Door hun huwelijken met Arabische handelaren werden sommige Berta Watawit genoemd, de lokale naam voor "vleermuis". Dit betekent dat ze een mix waren van twee heel verschillende groepen. Toch houden ze er nog steeds traditionele gebruiken op na die vergelijkbaar zijn met die van hun buren. Er bestaan bijvoorbeeld nog steeds rituele specialisten, neri genaamd, die over genezende en waarzeggende krachten beschikken. Zij zijn degenen die weten hoe ze met boze geesten (shuman) moeten omgaan. Ook bij de Berta, net als bij andere plaatselijke gemeenschappen, vinden regenrituelen plaats.
Bij hun huwelijksceremonies wordt muziek gespeeld door mannen met grote kalebas-trompetten (waz'a). De bruidegom arriveert op een ezel op de bruiloft en heeft een bang (werpstok) in zijn hand. Na de bruiloft moet de man een hut bouwen en een jaar of langer in het dorp van zijn vrouw wonen, waar hij het land van zijn schoonvader bewerkt. Echtscheiding is geaccepteerd. De Berta beoefenen scarificatie, meestal drie verticale lijnen op elke wang, die zij beschouwen als symbolen van God (elke lijn wordt geïnterpreteerd als de beginletter van Allah, het Arabische alif).
De meeste Berta zijn gemengde boeren die zich ook bezighouden met het fokken van vee, handel, bijenteelt en koffieteelt. Hun hoofdvoedsel is sorghum, waarvan ze een brij maken in aardewerken potten. Ze maken ook bier van sorghum. Bier wordt gebrouwen in grote aardewerken containers, awar en is'u genaamd. Werkgroepen spelen een belangrijke rol in de Berta-samenleving. Wanneer iemand een huis wil bouwen of een veld wil bewerken, vraagt hij zijn buren om hulp en zorgt voor bier en eten.
De meeste Berta's praktiseren de islam, vaak met inbegrip van traditionele gebruiken.